# Arrunt (fill de Porsenna)
Arrunt (en llatí Arruntius) va ser fill del rei etrusc Porsenna, rei de la ciutat de Clúsium (avui Chiusi).
Arrunt va aconsellar al seu pare que signés la pau amb els romans de la República després del fracàs de restaurar la monarquia amb el rei Tarquini el Superb, fracàs que es va deure sobretot a l'heroisme de Gai Muci Escèvola. Porsenna va marxar del territori romà després d'establir la pau amb Roma, i va enviar el seu fill Arrunt, amb la meitat de l'exèrcit que havia utilitzat per assetjar la capital romana a conquerir Arícia, per a aconseguir els seus tresors. Això devia passar entre els anys 507 aC i 506 aC, aproximadament.
Quan Arrunt estava a punt de conquerir la ciutat, els exèrcits llatins de les ciutats d'Àntium, Túsculum i Cumes, des de la Campània van arribar per ajudar la ciutat assetjada. Arrunt, durant el segon any del setge, va aconseguir algunes victòries i va perseguir els enemics fins a les portes de la ciutat, però els exèrcits de la Campània van fer un gir inesperat i van rodejar els etruscs, matant-ne molts. El comandant dels campanis era Aristodem de Cumes, segons Titus Livi i Dionís d'Halicarnàs. Arrunt va morir en la batalla. Els etruscs que van sobreviure es van refugiar a Roma, i molts d'ells ja no van tornar a les seves ciutats, i es van quedar a viure amb els romans.